# باربرا ماكدونالد
باربرا ماكدونالد (بالإنجليزية: Barbara Macdonald)‏ هي ناشِطة أمريكية، ولدت في 11 سبتمبر 1913 في بومونا في الولايات المتحدة، وتوفيت في 15 يونيو 2000.